# Phyllophaga farcta
Phyllophaga farcta är en skalbaggsart som beskrevs av Leconte 1856. Phyllophaga farcta ingår i släktet Phyllophaga och familjen Melolonthidae. Inga underarter finns listade i Catalogue of Life.